# Nikkie Plessen
Nikkie Plessen (Utrecht, 8 mei 1985) is een Nederlandse modeontwerpster, actrice, presentatrice, model en onderneemster.

## Biografie
In 1998 debuteerde Plessen op de televisie in de soapserie Onderweg naar Morgen. Vanaf 2000 verscheen ze in Goede tijden, slechte tijden en vertolkte zij een semi-gastrol van drie maanden, als Nikki. Verder was ze te zien in de series Wet en Waan, Costa! en IC in gastrollen. In 2003 keerde Plessen terug naar ONM, in de rol van Lizzy Vehmeijer. Ze nam deze rol over van actrice Vivienne van den Assem. Daarnaast ging ze ook spelen in de comedyserie Kees & Co, waar ze de rol van Mariël op zich nam.
Plessen begon op 6 september 2006 een carrière als vj bij TMF. Ze nam uiteindelijk de plaats van Renate Verbaan in, die overgestapt is naar RTL 5. Sindsdien presenteerde ze daar het programma Reaction. Ook was ze zo nu en dan te zien in de late-nightshow van Reaction, De Dagrand.
Eind 2007 werd ze herenigd met oud-collega Sascha Visser, met wie ze in Kees & Co speelde. Hij werd vj bij TMF en presenteert onder andere Reaction.
In 2008 maakte Plessen de overstap naar RTL 5. Bij RTL 5 presenteert ze onder meer Can't Buy Me Love, Miss & Mrs. Perfect, We Love The 90's Met Nikkie en vanaf oktober 2010 Holland's Best Fashion Designers. Na dit programma besloot ze haar modedroom te verwezenlijken en startte haar eigen modelabel. In 2011 werd het merk NIKKIE gelanceerd. Daarna heeft ze ook kledinglijn Nik en Nik opgericht. In december 2016 maakte ze kennis met haar grote voorbeeld Kate Moss, die het nieuwe gezicht van haar modelabel wordt. Ook strikt ze o.a. Fiona Hering en BeautyNezz als presentatrices voor haar dagelijkse lifestyleplatform YoursToday.com. Haar kledingmerken bracht ze onder in het bedrijf N-BRANDS. Ze lanceerde ook haar eigen make-uplijn.
Sinds april 2020 is Plessen als investeerder onderdeel van de jury in het televisieprogramma Dragons' Den.
Tijdens de coronapandemie van 2020 kwam Plessen in het nieuws nadat uit gegevens van het UWV bleek dat haar modebedrijf voor ruim 927.000 euro aan overheidssubsidie toegekend had gekregen, in het kader van de Noodmaatregel Overbrugging voor Werkgelegenheid-regeling, het economische steunpakket van het kabinet. Plessen en haar vriend, Ruben Bontekoe, reageerden op de berichtgeving in de media door het bedrag grotendeels terug te storten, en te benadrukken dat het paar "voor miljoenen aan belastingen en premies afdraagt".

## Goede doelen
Nikkie Plessen is, samen met onder anderen model Cato van Ee en dj Hardwell, ambassadrice van Dance4life. Ze presenteerde verschillende evenementen, waaronder hét Dance4life-event in 2008, 2010 en 2011 en is ook op allerlei andere manieren betrokken bij Dance4life.

## Televisie

### Acteren
- Onderweg naar morgen - Marieke de Jong (1998-1999)
- Goede tijden, slechte tijden - Nikki (2001)
- Wet en Waan - gastrol, Bianca (2001)
- Costa! - gastrol, Berdien (2002)
- IC - gastrol, Tessa (2002)
- Onderweg naar morgen - Lizzy Vehmeijer (#2) (2003-2005)
- Kees & Co - Mariël Speier (2004-2006)
- Hotnews.nl - Irina van Beek (2006)

### Presenteren
- Vj TMF - diverse programma's, waaronder: Reaction, Zeg Sorry met Nikkie (2006-2008)
- Can't Buy Me Love (2008)
- Miss & Mrs. Perfect (2008)
- We Love The 90's (2009)
- Ibiza 24/7 (2009)
- De 15... (2009-2010)
- Holland's Best Fashion Designer (2010)
- X Cherso (televisieprogramma) (2011)
- New Chicks: Brabantse Nachten op Curacao (2011)
- RTL Boulevard - lifestyledeskundige (2014-heden)

### Overig
- Dancing with the Stars 3 - deelneemster (2007)
- Laat ze maar lachen - gast (2009)
- Let's Dance - deelneemster (2009)
- Wat vindt Nederland? - deelneemster (2010)
- AVRO Junior Dance - vip-jurylid (2012)
- Vier handen op één buik - deelneemster (2013)
- Dragons' Den - jurylid/dragon (2020-heden)
- Drag Race Holland - jurylid (2020)